# Коннелли, Кристофер
Кристофер Коннелли (англ. Christopher Connelly; 8 сентября 1941, Уичито, Канзас — 7 декабря 1988, Бербанк, Калифорния) — американский актёр, известный по ролям «Эль Дьябло» в фильме «Возвращение Джанго» и Нормана Харрингтона в мыльной опере «Пейтон-Плейс».

## Биография
Кристофер Коннелли родился в Уичито, Канзас. Слава пришла к начинающему актёру после его роли в прайм-тайм мыльной оперы «Пейтон-Плейс». Последней работой Кристофера стал фильм «Ночь акул» (1988).
В 1969—1988 годах состоял в браке с актрисой Синди Кэрол. У пары родилось двое детей.
7 декабря 1988 года Коннелли был найден мёртвым в своём доме в городе Бербанк, Калифорния. Актёр умер спустя два года борьбы с раком лёгких. Был похоронен на кладбище Голливуд-Хилс.

## Избранная фильмография
| Год       |    | Русское название            | Оригинальное название     | Роль                      |
| --------- | -- | --------------------------- | ------------------------- | ------------------------- |
| 1963      | с  | Альфред Хичкок представляет | The Alfred Hitchcock Hour | Руди Траск                |
| 1964      | с  | Беглец                      | The Fugitive              | Джей Джей Уотсон / сёрфер |
| 1964—1969 | с  | Пейтон-Плейс                | Peyton Place              | Норман Харрингтон         |
| 1964—1973 | с  | Дымок из ствола             | Gunsmoke                  | Шеб Димс / Трейни         |
| 1970      | с  | Бонанза                     | Bonanza                   | Кристиан Келлер           |
| 1970      | с  | Миссия невыполнима          | Mission: Impossible       | доктор Джером Карлин      |
| 1974      | с  | Доктор Маркус Уэлби         | Marcus Welby, M.D.        | Гэри                      |
| 1974      | ф  | Бенджи                      | Benji                     | Генри                     |
| 1977      | с  | Гавайи 5-O                  | Hawaii Five-O             | Деннис                    |
| 1979      | тф | Похищение по-американски    | The Fantastic Seven       | Хилл Синглтон             |
| 1979      | с  | Лодка любви                 | The Love Boat             | Рори Дэниелс              |
| 1980      | с  | Марсианские хроники         | The Martian Chronicles    | Бен Дрисколл              |
| 1980      | с  | Восьми достаточно           | Eight Is Enough           | Пол                       |
| 1982      | ф  | 1990: Воины Бронкса         | 1990: The Bronx Warriors  | «Хот Дог»                 |
| 1983      | ф  | Хищники Атлантиды           | The Atlantis Interceptors | Майк Росс                 |
| 1983      | с  | Каскадёры                   | The Fall Guy              | Нил                       |
| 1984      | с  | Воздушный волк              | Airwolf                   | Сент-Джон Хоук / щёголь   |
| 1987      | ф  | Атака коммандос             | Strike Commando           | полковник Радек           |
| 1987      | ф  | Возвращение Джанго          | Django 2                  | «Эль Дьябло» Орловски     |
| 1988      | ф  | Ночь акул                   | Night of the Sharks       | отец Маттиа               |